# The Moonshiner
The Moonshiner er en amerikansk stumfilm fra 1904 af Wallace McCutcheon, Sr..